# Anomoderus rugosicollis
Anomoderus rugosicollis là một loài bọ cánh cứng trong họ Cerambycidae.